# Lee Baxter
Lee Baxter est un footballeur suédois né le 17 juin 1976 à Stockholm. Il évoluait au poste de gardien de but.

## Biographie
Lee Baxter joue au Japon, en Écosse, en Suède et en Angleterre.
Il joue un match en Ligue des champions avec le club suédois de l'AIK.